# ويلي اولسن
ويلي اولسن (بالنرويجية البوكمول: Willy Olsen)‏ هو متزلج سريع نرويجي، ولد في 28 فبراير 1950.

## وصلات خارجية
- ويلي اولسن على موقع SpeedSkatingBase.eu (الإنجليزية)
- ويلي اولسن على موقع SpeedSkatingNews.info (الإنجليزية)
- ويلي اولسن على موقع SpeedSkatingStats.com (الإنجليزية)
- ويلي اولسن على موقع اللجنة الأولمبية الدولية (الإنجليزية)
- ويلي اولسن على موقع أوليمبيديا (الإنجليزية)